# Кханда

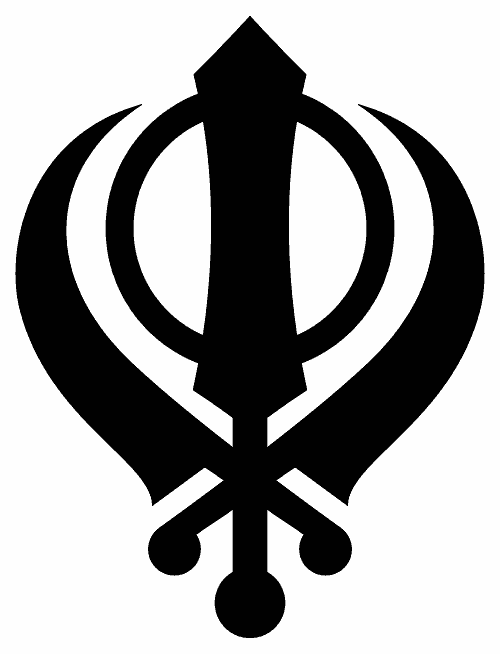
Кханда

Кханда — наиболее значительный символ сикхизма. Изображается на треугольном флаге нишан-сахебе, который вывешивают у дверей храмов, называемых Гурдварами — «дорога к гуру». Эта традиция существует с XVII века. Этот символ сикхизма зашифрован в системе Юникод и имеет код U+262C (☬).

## Значение
Эмблема состоит из кханды — обоюдоострого меча, который олицетворяет сикхское представление о святом Воине, — окруженной чакром, стальным метательным кольцом (символ единства бога и человека). По обеим сторонам два кирпана, символизирующие духовную и мирскую власть. Они подчёркивают, что для сикха одинаковое значение имеют как духовная жизнь, так и обязательства перед общиной.
Этот символ является также эмблемой хальсы, сикхской общины, созданной для очищения сикхской традиции гуру Гобинд Сингхом в индийском Анандпуре в 1699 году.